# Allium tuncelianum
Allium tuncelianum là một loài thực vật có hoa trong họ Amaryllidaceae. Loài này được (Kollmann) Özhatay, B.Mathew & Siraneci mô tả khoa học đầu tiên năm 1995.